# Islam in evropske integracije

Vse od pojava islama v prvi polovici 7. stoletja pa do moderne dobe je bil njegov zgodovinski razvoj močno pogojen s političnimi, vojaškimi, kulturnimi, intelektualnimi in gospodarskimi odnosi z Evropo. Islam je večkrat v zgodovini igral ključno vlogo pri združitvi verskih in političnih gibanj v Evropi v boju proti različnim islamskim imperijem in vojskam. Najbolj je to prišlo do izraza med križarskimi vojnami in v več stoletnem odnosu različnih političnih entitet v Evropi z Osmanskim cesarstvom.

## Začetki islama in odnos z Bizantinci
Nova vera - islam, ki je nastala na Arabskem polotoku v prvi polovici 7. stoletja, se je po smrti preroka Mohameda leta 632 hitro razširila. Kot verske in politične avtoritete so Mohamedu sledili štirje kalifi: Abu Bakr, Omar, Utman in Ali. To obdobje (632-661) je poimenovano tudi kot obdobje dobro vodenih kalifov, saj so bili vsi štirje del prerokovega najbližjega kroga in eni od prvih, ki so sprejeli islam. V tem času se je islamski svet z veliko hitrostjo širil izven Arabskega polotoka. Prvi oviri, ki ju je bilo treba premagati pri širjenju islama v sosednja področja, sta bila dva rivalska imperija, sasanidska Perzija in Bizantinsko cesarstvo, ki sta nadzorovala območje, ki ga danes imenujemo Bližnji vzhod. Sasanidi so padli v nekaj več kot dveh desetletjih, cesarstvo pa je bilo vključeno v novo islamsko državo, vključno z njegovo vladajočo elito, ki se je podredila osvajalcem in sprejela privrženost islamu. Bizantinci so bili oslabljeni in potisnjeni na mejo med južnim in vzhodnim delom Anatolije. Izoblikovala se je nova vzhodna meja krščanstva. Drugje so bile krščanske dežele rodovitnega polmeseca, Egipta in severne Afrike ena za drugo vključene v islamsko cesarstvo in so služile kot izhodišča za nove napade na samo Evropo.
Islam je popolnoma preoblikoval azijska in afriška območja Mediterana. V četrt stoletja so islamske vojske absorbirale sasanidsko cesarstvo in prisilile Bizantince, da so povsem spremenili svojo politiko. Arabci, ki so prinesli novo vero, so zasedli obale in nekatere notranje dele Male Azije, Sirije, Egipta in severne Afrike. Spreobrnitev njihovega prebivalstva v islam je mogoče delno razložiti z dejstvom, da so bili ti prebivalci sicer kristjani, vendar večinoma heretiki - zlasti monofiziti -, ki so jih cesarske oblasti v Konstantinoplu zaradi njihovega prepričanja strogo obdavčile, deportirale in uporabile druge represivne ukrepe. V nasprotju s tem pa so Arabci, dovolili, da svobodno izpovedujejo svojo vero, sledeč načelu, da so kot kristjani del »ljudstva knjige«, ki je prejelo razodetje, čeprav nepopolno, in se jim zato ni treba spreobrniti. Ta razvoj je resno oslabil pomorsko moč Bizanca, saj si je moral zdaj vzhodni Mediterana deliti z muslimani. Različni dejavniki, med katerimi izstopajo razkoli in vojne znotraj različnih političnih frakcij islama, so preprečil, da bi Sredozemlje v celoti prešlo pod muslimanski nadzor.
Bizantinski odziv na islam v 7. stoletju je bil močno pogojen z sestavo in značajem Bližnjega vzhoda, ki je imel skoraj tisoč let skupne (grško-rimske, perzijske, semitske in egipčanske) kulture in zgodovine. Grško-rimska in pozneje srednjeveška helenistična ali bizantinska kultura sta vplivali na Bližnji vzhod. Po drugi strani pa os bili Grki številni v Mali Aziji in na Balkanu, v Siriji, vključno s Palestino, pa so bili prisotni le v manjšini. Te pokrajine so bile po kulturi bolj podobne tistim na Arabskem polotoku. To je bistvena značilnost, ki jo je treba upoštevati, ko obravnavamo odziv prebivalstva na arabske vdore in širjenje islama v tej regiji, zlasti v najzgodnejšem obdobju. Po prihodu omajadskih kalifov (661-750)  na oblast je dvor v Damasku, mestu z močnimi grškimi kulturnimi tradicijami, vse bolj spominjal na vzhodni romanizirani dvor v Konstantinoplu. Nastajala sta islamska umetnost in literatura, ki sta bili sorodni eklektičnim tradicijam bizantinske kulture, kar je privedlo do določene popustljivosti v verskih zadevah.

## Muslimanska osvojitev Iberskega polotoka
Muslimanska osvojitev Iberskega polotoka je predstavljala smiselno nadaljevanje po osvojitvi severne Afrike. Muslimanske čete so leta 703 dosegle Tanger, na skrajnem severu današnjega Maroka, zato je bila edino logično, da so se njihovi voditelji za ozek Gibraltarski preliv ozrli na bogatejša in rodovitnejša ozemlja južne Španije. Na vizigotskem Iberskem polotoku se je hitro razširila zaskrbljenost zaradi novic o arabskem napredovanju v severni Afriki. Pojavljale so se teorije, da se Judje, ogorčeni zaradi zatiralskih ukrepov, ki so bili sprejeti proti njim, pripravljajo na prehod k »novim barbarom«, ki so napredovali z vzhoda. Vizigotski kralji so Iberskemu polotoku vladali iz Toleda. V začetku 8. stoletja je prišlo do nasledstvene krize, kar je bilo v vizigotski politiki precej pogosta praksa. Ko je kralj Witiza leta 710 umrl, je bil za njegovega naslednika izvoljen Roderick, član plemstva. Njegov prihod na oblast je vzbudil vsesplošno nasprotovanje. Arabski viri kažejo, da so nekateri pomembni člani plemstva, vključno z Witizovimi sinovi, aktivno spodbujali muslimane k vdoru, z namenom, da bi muslimani porazili novega monarha in se nato vrnili nazaj čez ožino.
Leta 711 je Tarik ibn Zijad, berberski poglavar, ki je postal guverner Tangerja, vodil prvo muslimansko invazijo. Število vpletenih je zelo težko oceniti, vendar Tarikova vojska verjetno ni štela več kot 7000 vojakov, od katerih je bil največji del Berberov. Pri Gibraltarju so prečkali ožino in se premaknili proti severu. Kralj Roderick je medtem vodil vizigotsko vojsko v boju proti Baskom na severu države, a se je, ko pa je izvedel za invazijo, vrnil na jug. Konec julija leta 711 se je na skrajnem jugu Španije v bližini Medine Sidonije odvijala bitka v kateri je bila Roderikova vojska odločno poražena, sam kralj pa je bil v bitki ali kmalu po njej ubit. Ta zmaga je uničila osrednjo organizacijo vizigotskega kraljestva. Odpor se je nadaljeval, vendar le na lokalni ali regionalni ravni. Po zmagi je Tarik ibn Zijad hitro osvojil Cordobo in kasneje še prestolnico Toledo, ker je naletel na prevej majhen upor.
Muslimanska širša osvajanja na Iberskem polotoku so se končala leta 716, kljub temu polotok ni bil v celoti zavzet. Zlasti na severozahodu je bilo veliko območje, ki je bilo praktično nedotaknjeno. Tudi drugod so bili kraji, kjer muslimanski nadzor ni bil učinkovit. Bila pa je ponovno vzpostavljena organizacijska enotnost države, ki je izginila ob razpadu vizigotske oblasti. Muslimani so vzpostavili upravno mrežo z ustreznim vojaškim zaledjem, ki je pokrivala skoraj celoten polotok. Stopnja nadzora, ki ga je izvajala osrednja muslimanska oblast, je bila verjetno večja od tiste, ki so jo izvajali vizigotski kralji. 
Tako ali drugače je za krščansko Španijo naredila veliko prav potreba po boju za obstanek proti muslimanom. V rekonkvisti je Španija našla svojo dušo, svojega sovražnika in s tem identifikacijski in mobilizacijski element povezovanja. Dolgo časa je veljalo splošno razširjeno mnenje, da obstaja bistvena kontinuiteta med katoliško Španijo vizigotskih časov ter Španijo Ferdinanda in Izabele. Težava tega stališča je v tem, da Asturija, ki je predstavljala središče, iz katerega se je začela rekonkvista, ni bila zvesti del znotraj vizigotske Španij, temveč upornik na njenih mejah. Veliko bližje resnici se zdi stališče, da je krščanska Španija nastala pod prisilo sodelovanja in borbe proti muslimanom.  Ljudstva s severa so se v svojem srditem boju, najprej za neodvisnost, nato pa za razširitev svoje moči, vse bolj zatekala h krščanski veri. Zlasti v kultu svetega Jakoba iz Compostelle so našli vir nadnaravne moči, ki jih je podpirala v preizkušnjah in jim dajala upanje na končno zmago.
Prav tako je grška filozofija - tako prevodi grških knjig kot izvirna dela muslimanskih mislecev v arabščini - lahko dosegla krščansko Evropo zaradi simbioze kultur na muslimanskem iberskem polotoku. Med krščanskim Toledom in islamsko Kordobo v poznem 12. stoletju, ko je živel filozof Averroes, ni bilo "železne zavese". Misel Aristotela je preko muslimanskih filozofov prodrla v krščansko Evropo in predstavljala osnovo za enega največjih intelektualnih dosežekov srednjeveškega krščanstva, filozofijo svetega Tomaža Akvinskega. Mogoče je narediti dolg seznam posameznih stvari, ki jih krščanska Evropa muslimanskemu emiratu na iberskem polotoku. Ta sega od delčkov znanstvenega znanja in filozofskih konceptov prek tehnik uporabne znanosti do vidikov oblike v literaturi in likovni umetnosti. Zaradi tega posebnega odnosa zahodnega krščanstva z islamskim svetom - odnosa, katerega osrednja točka je bil Iberski polotok- je bilo povsem naravno, da so kristjani čutili tako močno privlačnost kot tudi močan odpor. Islam je bil hkrati velik sovražnik in vir visoke materialne in intelektualne kulture.

## Bitka pri Toursu
Vizigotsko kraljestvo se je raztezalo tudi v današnjo južno Francijo, zato je bil edini logičen korak, da je omajodska vojska s svojim pohodom nadaljevala v to smer. Iz Iberskega polotoka se je torej muslimanska širitev nadaljevala v južno Galijo, kjer so imeli Franki nominalni nadzor že od začetka 6. stoletja, vendar so bile politične institucije krhke, družbene strukture pa šibke. Arabci so leta 718 zasedli mesto Narbonne, leta 725 pa Nîmes in Carcassonne. Leta 732 je prišlo do znamenite bitke pri Toursu, znane tudi kot bitke pri Poitiersu, v kateri je frankovski kralj Karel Martel porazil muslimansko vojsko. Ko so Martelove sile dosegle Tours, so muslimani mesto že izropali. Muslimanski general Ad bar Rahman se je obrnil na jug proti mestu Poitiers, ki so ga obšli v naglici, da bi izropali Tours. Natančna lokacija bitke pri Toursu ostaja neznana. Ohranjeni sodobni viri, tako muslimanski kot zahodni, se o nekaterih podrobnostih strinjajo, o drugih pa ne. Večina zgodovinarjev domneva, da sta se vojski srečali tam, kjer se med Toursom in Poitiersom združita reki Clain in Vienne. Poleg negotovosti glede natančne lokacije kraja bitke se zgodovinarji sporečejo tudi o velikosti obeh vojsk. Vsem interpretacijam pa je skupno to, da naj bi bila muslimanska vojska večja od krščanske.  
V zahodnih legendah in zgodovinopisju Martelova zmaga nad muslimani velja za odločilno zmago, ki je obrnila tok dogodkov in rešila Evropo - krščanstvo pred muslimasnko nevarnostjo. Muslimanske vojske so pred tem uživale sto let vojaških uspehov brez primere. Polmesec se je z orožjem razširil od meja Kitajske na vzhodu, prek Arabskega polotoka, Male Azije, obsežnih puščav severne Afrike, ter predrl tudi čez Gibraltarsko ožino in nato prek Pirenejev v krščansko Galijo. Karel Martel je združil razdrobljena frankovska plemena v Galiji in odločno premagal muslimanske napadalce, ki so nameravali regijo podrediti muslimanski vladavini, tako kot ostale osvojene dežele. Po drugi strani pa William Montgomery Watt stvar predstavi malce drugače:
»Bitko pri Toursu pogosto označujejo za eno od odločilnih bitk v svetovni zgodovini. Čeprav je na neki način bila, bi bilo bolj natančno, če bi jo opisali kot točko, na kateri se je prelomil tok zgodovinskih dogodkov. Ni prišlo do kataklizmičnega uničenja osrednje vojaške in politične moči muslimanske Španije. [...] Zadevo bi lahko opisali drugače, in sicer da je bila volja muslimanov za napredovanje šibkejša od volje Frankov, da bi se temu napredovanju uprli; k oslabitvi volje za napredovanje pa so prispevali različni notranji dejavniki. Poleg vse višjih "stroškov" plenjenja je treba upoštevati, da se je muslimanom, vajenim sredozemskega podnebja, morda zdelo podnebje osrednje Francije neprimerno. Nedvomno so tudi slutili, da se jim obeta razpad kalifata v Damasku, in so se zato počutili negotove. Tudi njihova razpoložljiva delovna sila, arabska in berberska, je morala biti že tako ali tako izčrpana do skrajnosti. Zato muslimani iz več razlogov niso imeli želje nadaljevati svojih poskusov napredovanja v notranjost Francije.«
Arabski zgodovinarji, če bitko pri Toursu sploh omenjajo, jo predstavljajo kot manjši spopad. Po njihovem mnenju se je njihova avantura v Franciji končala, ker jim ni uspelo zadržati francoskega mesta Narbonne, ki so ga prvič zavzeli leta 715 in dokončno izgubili leta 759.

## Križarske vojne
Osnovni cilj križarskih vojn, ki so potekale od konca 11. stoletja naprej, je bilo povrniti izgubljene krščanske dežele in osvoboditi Jeruzalem. Obstajali pa so tudi povsem praktični posvetni vzgibi, predvsem v trgovskih ambicijah italijanskih mestnih državic. Vendar je potrebno omeniti, da je ob prihodu križarjev v Levant minilo že  več kot 4. stoletja, odkar so muslimani osvojili te dežele. Islam je stoletja predstavljal sovražno silo, ki je obvladovala Sredozemlje od Španije do Levanta. Tudi po letu  1000 so zahodni Evropejci še vedno mislili, da muslimani zasedajo več kot polovico sveta.
V arabskem zgodovinopisju tega obdobja se pojma "križarski pohod" in "križar" ne pojavljata. Bitke proti zavojevalcem so opisane zelo podrobno, vendar so ti običajno označeni kot Franki, pogosto preprosto kot neverniki, zelo redko pa kot Kristjani. Muslimanski zgodovinarji z redkimi izjemami ne kažejo velikega zanimanja za to, od kod in zakaj so Franki prišli, o njihovem prihodu in odhodu pa poročajo z enako malo radovednosti. Pri tem je treba omeniti, da je bila to doba muslimanske šibkosti in razdeljenosti.
Križarske vojne so za kratko obdobje zopet združile z veliko shizmo razdeljena vzhodni in zahodni krščanski svet, saj so Bizantinci papeža zaprosili za pomoč v boju proti muslimanom. Kasneje se je sicer izkazalo, da pri tem nikakor ni šlo za iskreno pomoč, ampak da je ponudba služila papežu Urbanu drugemu bolj kot izgovor za same križarske vojne. Leta 1204 med četrto križarsko vojno so križarji z zahoda zavzeli in povsem razdejali Konstantinopel, prestolnico Bizantinskega cesarstva. Poleg tega so se tudi kasneje v 13. stoletju pojavljale pobude za križarske vojne proti heretičnim Bizantincem.
Križarski pohodi, ki so julija 1099 osvojili Jeruzalem, so pomembno vplivale na kulturni razvoj zahodne Evrope. Izkušnje in zgodbe o potovanjih in pohodih med letoma 1095 in 1099 so sodobnikom in njihovim potomcem ponudile nov model vojaškega in duhovnega vedenja ter nepričakovan primer krščanskega zmagoslavja v svetu, ki je bil dolgo navajen na podobe poraza ali obrambe - za Urbana II. je bil to preobrat dolgega umika krščanstva. Križarji, ki so leta 1099 zavzeli Jeruzalem so v zgolj treh dneh ubili več kot 30.000 judov in muslimanov. S tem so prekinili več kot 460 letno relativno mirno sobivanje pripadnikov vseh treh abarahamskih religij v Jeruzalemu.  Po Aminu Maaloufu je prva križarska vojna, predvsem pa pokol v Jeruzalemu, definiral sovražen odnos med muslimani in kristajni za naslednjih tisoč let. Prva križarska vojna je z novo artikulacijo krščanske svete vojne zagotovila politično orožje z velikim potencialom za papeštvo, zagotovila je dodatno žarišče za pobožne vojaške ambicije, ponudila je novo priložnost za doseganje in upravičevanje politične in gospodarske ekspanzije, predstavila je edinstven postopek za doseganje odrešitve za posameznike. Islam je bilo mogoče opredeliti kot demonskega sovražnika, Jude pa kot Kristusove sovražnike. Na ta način se je utrjevala krščanska identiteta. Po mnenju Paula Richa so križarski pohodi na Bližnjem vzhodu pomenili zanikanje same ideje "Evrope", saj so bili tisti, ki so se odpravili na križarske pohode, imenovani kot kristjani in Franki, ne pa Evropejci. Poelg tega pa so, kot pravi Rich, Kristjani živeli tudi globoka v Anatoliji in drugod na Bližnjem vzhodu, daleč stran od Evrope. Zanj so zato križarske vojne zavlačevale nastanek evropske identitete in utrjeval identiteto krščanstva. Tako pravi Rich:
»Križarske vojne so bile težko "civilizacijska šola za Evropo", čeprav so kasneje pomagale ustvariti mit o vseevropski kulturni solidarnosti pred islamskim napadom.«
Po drugi strani pa so križarske vojne močno oslabile vzhodno krščanstvo, ki je na koncu podleglo osmanskim Turkom; v tem pogledu je bil rezultat križarskih vojn ravno nasproten njihovemu deklariranemu cilju. V kulturnem smislu so križarji na Vzhodu izkusili nekatere privlačne strani islamskega življenja in jih po vrnitvi domov poskušali posnemati. V križarskih državah je bilo narejenih nekaj prevodov iz arabščine v latinščino. Na splošno pa se je arabska materialna in intelektualna kultura v Evropi širila predvsem zaradi arabske prisotnosti v Španiji in na Siciliji.

## Osmanski imperij
V poznem 14. stoletju je stari ideal križarske vojne proti nevernikom na Vzhodu oživel z novim, drugačnim namenom. Ni šlo več za ponovno osvojitev Svete dežele, temveč za obrambo krščanstva pred grožnjo Osmanov, ki so prevzeli primat velesile v islamskem svetu. Osmanski sultani s sedežem v svojih prestolnicah, Bursi v Aziji in Edirnu na Balkanskem polotoku, so obkrožali Konstantinopel. Bizantinci so svoje latinske brate prosili za podporo in pomoč. Edino, kar so lahko ponudili, je bila erudicija grških intelektualcev, ki so z dragocenimi zbirkami rokopisov v vedno večjem številu bežali na Zahod, kar je bila pomembna spodbuda za kulturno revolucijo humanizma. Drugi pomemben dogodek je bil konec razkola med latinsko in grško Cerkvijo, ki je segal v leto 1054. Končan je bil na koncilu v Firencah leta 1441. Vendar je bila osvobodilna križarska vojna, ki naj bi jo izvedli zahodni knezi, slabo organizirana in se je leta 1444 končala s katastrofalnim porazom pri Varni ob Črnem morju. Devet let pozneje, leta 1453, je mladi Osmanski sultan Mehmed II. zavzel Konstantinopel. Kljub temu je očitno, da je Osmanska nevarnost zopet združila krščanski vzhod in zahod.
Od padca Konstantinopla v roke Osmanov leta 1453 do drugega obleganja Dunaja leta 1683 so bili Turki predstavljeni kot glavni islamski Drugi, proti kateremu se mora krščanstvo združiti. Osmani so imeli vojaško moč, fizično bližino in močno versko tradicijo, zaradi česar so postali še posebej pomemben Drugi zahodnega krščanstva. Zlasti v petnajstem in zgodnjem šestnajstem stoletju so bili Turki pogosto predstavljeni kot barbari in neverniki, ki so v vseh pogledih slabši od civiliziranih Evropejcev. Videli so jih kot škodljivo silo, ki jo je Bog poslal, da bi bičala krščanstvo zaradi njegovih grehov, pri čemer je bilo vse, kar je bilo potrebno, da se kristjani pokesajo, združijo in začnejo braniti vero.
Na podlagi esencialističnih geografskih in podnebnih razlik so evropski avtorji v osemnajstem in devetnasjtem stoletju začeli vzpostavljati diferenciacijo med "Orientom" in Evropo. Ta perspektiva je razkrivala evropsko samopodobo kot nesporno civilizirano, napredno, liberalno in racionalno, Osmansko cesarstvo pa kot despotsko, iracionalno, zaostalo in fatalistično. Ta negativna in predsodkov polna podoba je bila torej deloma rezultat predpostavk, ki so bile neločljivo povezane z razsvetljenskim diskurzom. Bila je tudi posledica postopne sekularizacije in pojava ideje moralnega in materialnega napredka ter civilizacije kot osrednjega elementa evropske identitete, kar se je negativno odražalo na Osmanskem cesarstvu. "Orient" in "Okcident" kot domnevno homogeni družbenopolitični entiteti sta se zdaj predstavljala kot "nezdružljivi in nasprotujoči si civilizaciji". Napoleonovo invazijo na Egipt so na primer v Franciji upravičevali s trditvijo, da rešujejo Egipčane izpod "jarma" despotskih Osmanov.

## Islam in Evropa v moderni dobi
Islam je bil v 20. in 21. stoletju v evropskem diskurzu poustvarjen kot nekakšen "antievropski" civilizacijski koncept, ki je diametralno nasproten in potencialno v konfliktu z Evropo. Iranska revolucija, afera Rushdie, vzpon islamistične protizahodne in protirežimske militantnosti, avtoritarni arabski režimi, vzpon talibanov v Afganistanu: vse to so bili za Evropo primeri bistveno drugačne politične in kulturne dinamike in usmeritve. Vsekakor se je prepričanje, da se domnevne kulturne razlike lahko izrazijo v konfliktu z Evropo - pojmovanje, ki se je najbolj izrazito izrazilo s tezo Samuela Huntingtona o "spopadu civilizacij" - močno uveljavilo v evropskem političnem diskurzu in ljudski zavesti. V začetku devetdesetih let prejšnjega stoletja je na primer Willy Claes, takratni generalni sekretar Nata, označil "islamski fundamentalizem " za novo grožnjo Evropi. Uveljavil se je koncept oreintalizma, ki ga je definiral Edward Said. Islamski svet se je tako, še posebej v zadnjih tridesetih letih, vzpostavil kot tisti Drugi, preko katerega Evropa vzpostavlja svojo identiteto.